# Tadeusz Paciorkiewicz
Tadeusz Paciorkiewicz, né le 17 octobre 1916 à Sierpc (Pologne) et mort le 21 novembre 1998 à Varsovie (Pologne), est un compositeur organiste et professeur de musique polonais.